# Капустова, Эма
Эма Капустова (словац. Ema Kapustová, род. 14 декабря 2002 года, Ревуца) — словацкая биатлонистка, бронзовый призёр чемпионата Европы 2024 в индивидуальной гонке.

## Биография
Эма Капустова родилась 14 декабря 2002 года в словацком городе Ревуце.
С детства Эма ходила в разные кружки, с 5 лет занималась теннисом. В начальной школе с мамой пришла посмотреть тренировку биатлонистов, где заинтересовалась этим видом спорта. Эма начала посещать тренировки и уже через 2 недели приняла участие в своём первом соревновании — летнем кубке по биатлону. Капустова начинала заниматься в биатлонном клубе «Магнезит Ревуца» («KB Magnezit Revúca»), её первые тренеры  — Душан и Милан Храпановцы.
Сейчас Капустова представляет биатлонный клуб «Otchenash Team», её тренером является Мартин Отченаш.
Помимо спорта изучает в университете туризм, а чтобы отдохнуть от биатлона и учёбы, рисует.

### Спортивная карьера
Впервые на международном уровне Эма выступила в 2019 году на домашнем чемпионате мира среди юниоров в Брезно-Осрблье.
В 2021 году дебютировала на Кубке IBU в Арбере. На чемпионате мира среди юниоров 2021 в Обертиллиахе стала бронзовой медалисткой в индивидуальной гонке.
В сезоне 2022/2023 на юниорском Кубке IBU выиграла золото в сингл-миксте с Дамианом Цеснеком. На этапе в Хаанье взяла бронзу в спринте. На чемпионате мира по летнему биатлону 2023 среди юниоров Капустова становится 4-й в суперспринте, а после выигрывает два серебра: в спринте и преследовании.
В сезоне 2023/2024 Капустова дебютирует на Кубке мира на этапе в Эстерсунде, занимает 89-е место в спринте и 13-е в эстафете. На этапе в Ленцерхайде становится 28-й в гонке преследования и зарабатывает свои первые очки в Кубке мира. На чемпионате Европы становится бронзовым призёров в индивидуальной гонке. На юниорском чемпионате Европы берёт бронзу в масс-старте. На чемпионате мира среди юниоров в Отепе взяла 2 серебра: в индивидуальной гонке и масс-старте.
В сезоне 2024/2025 выступает преимущественно на Кубке мира, но Капустовой не удаётся показать высоких результатов и набрать очков по результатам гонок. В 2025 году выступила на своём первом чемпионате мира в Ленцерхайде, где стала 34-й в индивидуальной гонке и 6-й в эстафете.

## Результаты

### Чемпионаты мира
| Год  | Место проведения | Спринт | Гонка преследования | Индивидуальная гонка | Масс-старт | Эстафета | Смешанная эстафета | Сингл-микст |
| ---- | ---------------- | ------ | ------------------- | -------------------- | ---------- | -------- | ------------------ | ----------- |
| 2025 | Ленцерхайде      | —      | —                   | 34                   | —          | 6        | —                  | —           |

### Кубок мира
Результаты сезонов на Кубке мира
| Сезон     | Заработанные очки | Общий зачёт | Индивидуальная гонка | Спринт | Гонка преследования | Масс-старт |
| --------- | ----------------- | ----------- | -------------------- | ------ | ------------------- | ---------- |
| 2023/2024 | 31                | 70          | —                    | 82     | 49                  | —          |

| 2024/2025 Итоги | 2024/2025 Итоги | Контиолахти | Контиолахти | Контиолахти | Контиолахти | Контиолахти | Контиолахти | Хохфильцен | Хохфильцен | Хохфильцен | Анси | Анси | Анси | Оберхоф | Оберхоф | Оберхоф | Оберхоф | Рупольдинг | Рупольдинг | Рупольдинг | Антхольц | Антхольц | Антхольц | ЧМ Ленцерхайде | ЧМ Ленцерхайде | ЧМ Ленцерхайде | ЧМ Ленцерхайде | ЧМ Ленцерхайде | ЧМ Ленцерхайде | ЧМ Ленцерхайде | Нове-Место | Нове-Место | Нове-Место | Поклюка | Поклюка | Поклюка | Поклюка | Осло | Осло | Осло |
| Очков           | Место           | Осм         | См          | Эст         | КорИнд      | Спр         | МС          | Спр        | Пр         | Эст        | Спр  | Пр   | МС   | Спр     | Пр      | Осм     | См      | Инд        | Эст        | МС         | Спр      | Пр       | Эст      | См             | Спр            | Пр             | Инд            | Осм            | Эст            | МС             | Спр        | Пр         | Эст        | КорИнд  | МС      | См      | Осм     | Спр  | Пр   | МС   |
| 0               | —               | —           | 14          | 15          | 73          | 82          | —           | 79         | —          | 17         | —    | —    | —    | 62      | —       | 17      | —       | 55         | 7          | —          | —        | —        | 13       | —              | —              | —              | 34             | —              | 6              | —              | 68         | —          | 13         | DNS     | —       | —       | —       | —    | —    | —    |

| 2023/2024 Итоги | 2023/2024 Итоги | Эстерсунд | Эстерсунд | Эстерсунд | Эстерсунд | Эстерсунд | Эстерсунд | Хохфильцен | Хохфильцен | Хохфильцен | Ленцерхайде | Ленцерхайде | Ленцерхайде | Оберхоф | Оберхоф | Оберхоф | Рупольдинг | Рупольдинг | Рупольдинг | Антхольц | Антхольц | Антхольц | Антхольц | ЧМ Нове-Место | ЧМ Нове-Место | ЧМ Нове-Место | ЧМ Нове-Место | ЧМ Нове-Место | ЧМ Нове-Место | ЧМ Нове-Место | Осло | Осло | Осло | Осло | Солджер Холлоу | Солджер Холлоу | Солджер Холлоу | Канмор | Канмор | Канмор |
| Очков           | Место           | Осм       | См        | Инд       | Эст       | Спр       | Пр        | Спр        | Пр         | Эст        | Спр         | Пр          | МС          | Спр     | Пр      | Эст     | Эст        | Спр        | Пр         | КорИнд   | Осм      | См       | МС       | См            | Спр           | Пр            | Инд           | Осм           | Эст           | МС            | Инд  | МС   | Осм  | См   | Спр            | Эст            | Пр             | Спр    | Пр     | МС     |
| 31              | 70              | —         | —         | —         | —         | 13        | 89        | 56         | 55         | 14         | 41          | 28          | —           | 39      | 25      | 13      | 18         | DNS        | —          | —        | —        | —        | —        | —             | —             | —             | —             | —             | —             | —             | —    | —    | —    | —    | —              | —              | —              | —      | —      | —      |

### Чемпионаты Европы
| Год  | Место проведения | Индивидуальная гонка | Спринт | Гонка преследования | Эстафета |
| ---- | ---------------- | -------------------- | ------ | ------------------- | -------- |
| 2024 | Брезно-Осрблье   | 3                    | —      | —                   | —        |
| 2025 | Валь-Мартелло    | 54                   | 62     | —                   | 13       |

### Юниорские достижения
Юношеские Олимпийские игры
| Год  | Место проведения | Спринт | Индивидуальная гонка | Смешанная эстафета | Сингл-микст |
| ---- | ---------------- | ------ | -------------------- | ------------------ | ----------- |
| 2020 | Лозанна          | 8      | 21                   | 21                 | —           |

Чемпионаты мира среди юниоров
| Год  | Место проведения | Категория | Спринт | Гонка преследования | Индивидуальная гонка | Масс-старт    | Эстафета | Смешанная эстафета |
| ---- | ---------------- | --------- | ------ | ------------------- | -------------------- | ------------- | -------- | ------------------ |
| 2019 | Осрблье          | U19       | 32     | 21                  | 84                   | не проводился | —        | не проводилась     |
| 2020 | Ленцерхайде      | U19       | 29     | 33                  | 25                   | не проводился | 16       | не проводилась     |
| 2021 | Обертиллиах      | U19       | 30     | 9                   | 3                    | не проводился | 9        | не проводилась     |
| 2022 | Солджер Холлоу   | U22       | 17     | 9                   | 15                   | не проводился | —        | не проводилась     |
| 2023 | Щучинск          | U22       | 26     | 18                  | 21                   | не проводился | 14       | не проводилась     |
| 2024 | Отепя            | U22       | 15     | —                   | 2                    | 2             | 6        | 11                 |

Европейский юношеский олимпийский фестиваль
| Год  | Место проведения | Спринт | Гонка преследования | Смешанная эстафета |
| ---- | ---------------- | ------ | ------------------- | ------------------ |
| 2019 | Сараево          | 55     | 28                  | 17                 |

Чемпионаты Европы среди юниоров
| Год  | Место проведения | Спринт | Гонка преследования | Индивидуальная гонка | Смешанная эстафета | Сингл-микст | Масс-старт    |
| ---- | ---------------- | ------ | ------------------- | -------------------- | ------------------ | ----------- | ------------- |
| 2020 | Хохфильцен       | 71     | —                   | DNF                  | —                  | —           | Не проводился |
| 2022 | Поклюка          | 47     | 18                  | 23                   | 15                 | —           | Не проводился |
| 2023 | Мадона           | 13     | DNS                 | 27                   | —                  | 7           | Не проводился |
| 2024 | Якушице          | 11     | —                   | 6                    | —                  | —           | 3             |

Чемпионаты мира по летнему биатлону среди юниоров
| Год  | Место проведения | Суперспринт | Спринт | Гонка преследования |
| ---- | ---------------- | ----------- | ------ | ------------------- |
| 2021 | Нове-Место       | —           | 19     | 15                  |
| 2022 | Рупольдинг       | 21          | 8      | 6                   |
| 2023 | Осрблье          | 4           | 2      | 2                   |